# Ramularia abscondita
Ramularia abscondita är en svampart som först beskrevs av François Fautrey och Lambotte och som fick sitt nu gällande namn av U. Braun 1988. 
Ramularia abscondita ingår i släktet Ramularia och familjen Mycosphaerellaceae. Inga underarter finns listade i Catalogue of Life.